# Akant (ornament)
Akant (starogrško: ἄκανθος) je ena najpogostejših rastlinskih oblik za izdelavo listnih ornamentov in okrasja. 

## Arhitektura
V arhitekturi je ornament lahko vklesan v kamen ali les, da spominja na liste mediteranskih vrst rastlin iz rodu Acanthus, ki imajo globoko rezano listje in so podobne osatu in maku. Kot glavna primera se uveljavljata Acanthus mollis in še bolj globoko izrezan Acanthus spinosus, posamezni primeri motiva pa so morda v obliki bližje eni ali drugi vrsti; listi obeh so v vsakem primeru precej spremenljive oblike. Motiv najdemo v dekoraciji skoraj v vsakem mediju.
Razmerje med akantovim ornamentom in rastlino akant je bilo predmet dolgoletne polemike. Alois Riegl je v svojem Stilfragen trdil, da akantov ornament izvira kot kiparska različica palmete in šele pozneje je začel spominjati na Acanthus spinosus .

### Grška in rimska
V antični starogrški in rimski arhitekturi se akantov ornament pojavlja v kapitelih korintskega in kompozitnega reda in se uporablja za frize, dentile in druga okrašena območja. Najstarejši znani primer korintskega stebra je v templju Apolona Epikurijskega v Basu v Arkadiji, c. 450–420 pr. n. št., vendar so ga v Grčiji pred rimskim obdobjem redko uporabljali. Rimljani so razvili red s skodranimi konci listov in to je bil njihov najljubši red za velike zgradbe, z lastnim izumom kompozit, ki je bil prvič viden v Avgustovi dobi. Akantov okras je še naprej priljubljen v bizantinski, romanski in gotski arhitekturi. V renesansi je doživel velik preporod in se uporablja še danes.
Rimski pisatelj Vitruvij (okoli 75 - 15 pr. n. št.) je zapisal, da je korintski red izumil Kalimah, grški arhitekt in kipar, ki ga je navdihnil pogled na votivni koš, ki je ostal na grobu mladega dekleta. V njem je bilo nekaj njenih igrač, čez košaro pa je bila postavljena kvadratna ploščica, da bi jih zaščitila. Skozi tkano košaro je zrasla rastlina akanta, ki je mešala svoje bodičaste, globoko razrezane liste s tkanjem košare.

### Bizantinska in druge
Nekaj najbolj podrobnih in izdelanih okrasov iz akanta se pojavlja v pomembnih zgradbah bizantinske arhitekturne tradicije, kjer so listi spodkopavajo, vrtajo in se razprostirajo po široki površini. 
Uporaba motiva se je nadaljevala tudi v srednjeveški umetnosti, zlasti v kiparstvu in rezbarjenju lesa ter v frizu, čeprav je po navadi stilizirana in posplošena, tako da dvomimo, da so jo umetniki povezali s katero koli rastlino. 
Po stoletjih brez okrašenih kapitelov so jih z romansko arhitekturo navdušeno oživljali in pogosto uporabljali oblikovanje listja, vključno z akantom. Nakodrani akantovi listi se pogosto pojavljajo na robovih in v okrašenih začetnih črkah iluminiranih rokopisov in jih pogosto najdemo v kombinaciji s palmeto v tkanem svilenem tekstilu. 
V renesansi so zelo natančno sledili klasičnim modelom, akant pa je spet viden v obsežnih arhitekturnih primerih. Izraz pogosto najdemo tudi za opis bolj stiliziranih in abstrahiranih motivov listja, kjer je podobnost z vrstami šibka.

## Galerija
- Korintski kapitel iz Panteona (Rim), ki je predstavljal viden model renesančnih in kasnejših arhitektov
- Dva neoklasicistična korintska pilastra v cerkvi Saint-Sulpice, Pariz
- Akantov list okna nad vhodom v Maison presbytérale de l'église Notre-Dame du Finistère (Bruselj, Belgija)
- Bizantinski kapitel iz Hagije Sofije (Carigrad, Turčija)
- Akantov kapitel v St. Bees Priory (Anglija), 12. stoletje
- Islamska arabeska - inkrustacija s palmetami. Slonovina iz Egipta, 14. stoletje
- Iluminiran molitvenik z okrasom iz akantovih listov ob robu, c. 1406–09
- Svilena tkanina z oblikovanjem akanta in palmete na portretu Edwarda IV. Angleškega (1442-1483)
- Izobilje baročnega akantovega ornamenta na stolnici v Sirakuzah (Sicilija, Italija)
- Akantovi motivi v angleški baročni balustradi, c. 1700
- Zelo stilizirana gravura akanta na oplemenitenem gibanju ure
- Acanthus tapeto je oblikoval William Morris, 1875
- Rimski srebrni vrč iz 4. stoletja iz zaklada Water Newton, z okrasom iz akanta v dveh conah.
- Rimski mozaik na tleh, 3. stoletje
- Budistični kapitel iz Gandhare, 3. - 4. stoletje
- Hidrant z akantovim okrasom na pokrovu, 1866–79, Združeno kraljestvo